# Braquiterapia
La braquiterapia (del griego brachys, "cerca"), también curiterapia, es una forma de tratamiento radioterapéutico que consiste en colocar isótopos radioactivos dentro o cerca de la zona que requiere tratamiento. Suele usarse como tratamiento eficaz para el cáncer de cérvix, cáncer de próstata, cáncer de mama y cáncer de piel, y también puede usarse para tratar tumores en muchos otros sitios del cuerpo. La braquiterapia se puede utilizar sola o en combinación con otras terapias como la cirugía, la radioterapia externa y la quimioterapia. 
En contraste con la radioterapia externa, en la que los rayos X de alta energía se dirigen al tumor desde fuera del cuerpo, la braquiterapia requiere la colocación precisa de las fuentes de radiación directamente en el lugar del tumor. Un aspecto importante de la braquiterapia es que la radiación solo afecta a una zona muy localizada alrededor de las fuentes de radiación. Por consiguiente, la exposición a la radiación de los tejidos sanos que se hallan más lejos de las fuentes es menor. Además, si el paciente se mueve o si hay algún movimiento del tumor dentro del cuerpo durante el tratamiento, las fuentes de radiación conservan sus posiciones correctamente respecto al tumor. Estas características de la braquiterapia ofrecen ventajas sobre la radioterapia externa, y el tumor puede tratarse con dosis muy altas de radiación localizada, mientras que se reduce la probabilidad de un daño innecesario a los tejidos sanos circundantes.
Un tratamiento con braquiterapia se puede completar en menos tiempo que de otras técnicas de radioterapia. Esto puede ayudar a reducir la probabilidad de que las células cancerígenas sobrevivan, se dividan y crezcan en los intervalos entre cada dosis de radioterapia. Habitualmente, los pacientes tienen que hacer menos visitas a la clínica de braquiterapia en comparación con la de radioterapia externa, y el tratamiento se realiza de forma ambulatoria. Esto hace que el tratamiento sea accesible y conveniente para muchos pacientes. Debido a estas características, la mayoría de los pacientes pueden tolerar muy bien el procedimiento de braquiterapia.
La braquiterapia representa una opción de tratamiento efectivo para muchos tipos de cáncer. Los resultados del tratamiento han demostrado que las tasas de curación de cáncer con esta terapia son comparables a la cirugía y a la radioterapia externa, o mejoran cuando se utiliza en combinación con estas técnicas.· Además, la braquiterapia se asocia con un riesgo bajo de efectos adversos graves.

## Historia
La braquiterapia comenzó en 1901 (poco después del descubrimiento de la radiactividad natural por Henri Becquerel en 1896) cuando Pierre Curie propuso a Henri-Alexandre Danlos que una fuente radioctiva podría insertarse en un tumor. Se descubrió que la radiación redujo el tamaño del tumor. Independientemente, Alexander Graham Bell también sugirió el uso de radiación de esta manera. En el siglo XX, las técnicas para la aplicación de la braquiterapia se iniciaron en el Instituto Curie en París y en Danlos de San Lucas y el Memorial Hospital de Nueva York por Robert Abate.
Después del interés inicial en la braquiterapia en Europa y los Estados Unidos, su uso disminuyó en la mitad del siglo XX debido al problema de la exposición a la radiación de los operadores de la aplicación manual de las fuentes radiactivas.
Sin embargo, el desarrollo de sistemas remotos de ‘afterloading’ y la utilización de nuevas fuentes radiactivas en los años 1950 y 1960, redujo el riesgo de exposición a la radiación innecesaria para el operador y los pacientes. Esto, junto con los avances más recientes en tres modalidades de imágenes tridimensionales, sistemas de tratamiento de planificación computarizados y equipos de entrega han hecho de la braquiterapia un tratamiento seguro y efectivo para muchos tipos de cáncer hoy en día.

## Tipos
Los diferentes tipos de braquiterapia pueden ser definidos de acuerdo con (1) la colocación de las fuentes de radiación en el área de tratamiento de destino, (2) la tasa o ‘intensidad’ de la dosis de radiación liberada al tumor, y (3) la duración del liberado de la dosis.

### La colocación de fuentes
Los dos tipos principales de tratamiento de braquiterapia en términos de la colocación de la fuente radiactiva son intersticial y de contacto. 
- En el caso de la braquiterapia intersticial, las fuentes se colocan directamente en el tejido diana de la zona afectada, como de la próstata o de la mama.
- Braquiterapia de contacto implica la colocación de la fuente de radiación en un espacio junto al tejido diana. Este espacio puede ser una cavidad corporal (braquiterapia endocavitaria) como del cérvix, el útero o la vagina; un cuerpo lumen (braquiterapia endoluminal), como la tráquea o el esófago; o en el exterior (braquiterapia de contacto superficial), como la piel. Una fuente de radiación también se puede colocar en los vasos sanguíneos (braquiterapia endovascular) para el tratamiento de la reestenosis coronaria del stent.

### Tasa de dosis
La tasa de dosis de braquiterapia se refiere al nivel o la ‘intensidad’ con que la radiación es liberada al medio circundante, y se expresa en Grays liberada por cada hora (Gy/h).
- Braquiterapia de baja tasa (LDR: low dose rate) consiste en implantar fuentes de radiación que emiten radiación a una velocidad de hasta 2 Gy.hr-1 (Grays en cada hora).[22] Braquiterapia LDR se usa comúnmente para cánceres de la cavidad oral,[23] orofaringe,[23] sarcomas[24] y el cáncer de próstata.[2][25]
- Braquiterapia de media tasa (MDR: medium dose rate), caracteriza por un ritmo medio de liberación de dosis, que van entre 2 Gy.hr-1 e 12Gy.hr-1.[22]
- Braquiterapia de alta tasa (HDR: high dose rate) es cuando la tasa de liberación de dosis es superior a 12 Gy.hr-1.[22] Las aplicaciones más comunes de la braquiterapia de HDR son en los tumores del cérvix,[1] esófago,[26] pulmones,[27] mama,[3] y de próstata.[2] La mayoría de los tratamientos HDR se realizan de forma ambulatoria, pero esto depende del lugar de tratamiento.[28]
- Braquiterapia de tasa pulsada (PDR: pulsed-dose rate) consiste en pulsos cortos de radiación, en general una vez por hora, para simular la tasa general y la eficacia del tratamiento de LDR. Los sitios del tumor típicos tratados por braquiterapia PDR son ginecológica[1] y cánceres de la cabeza y el cuello.[23]

### La duración de la liberación de la dosis
La colocación de las fuentes de la radiación en la zona de destino puede ser temporal o permanente.
- Implante temporal implica la colocación de las fuentes de la radiación para una duración determinada (generalmente un número de minutos u horas) antes de ser retiradas.[5] La duración del tratamiento específico dependen de muchos factores diferentes, incluyendo el nivel requerido para la liberación de la dosis y el tipo, tamaño y la ubicación del cáncer. En la braquiterapia LDR y PDR, la fuente normalmente permanece en su lugar hasta 24 horas antes de ser eliminado, mientras que en braquiterapia HDR este tiempo suele ser de unos minutos.[29]
- Implante permanente, también conocido como implantación de semillas, implica la colocación de pequeñas semillas radiactivas LDR o pellets (aproximadamente del tamaño de un grano de arroz) en el tumor o lugar de tratamiento y dejarlas allí de forma permanente sujetas  a la decadencia gradual de su radiactividad. Durante un período de semanas o meses, el nivel de radiación emitida por las fuentes se reducirá casi a cero. Las semillas entonces permanecen inactivas en el sitio de tratamiento sin efectos posteriores.[30] Los implantes permanentes son más comúnmente utilizados en el tratamiento del cáncer de próstata.[25]

## Aplicaciones clínicas
La braquiterapia es comúnmente utilizada para tratar el cáncer de cérvix, de próstata, de mama, y piel. 
La braquiterapia también puede ser utilizada en el tratamiento de cáncer cerebral, de ojos, cabeza y cuello (labio, piso de la boca, lengua, nasofaringe y orofaringe), de las vías respiratorias (tráquea y bronquios), tracto digestivo (esófago, vesícula biliar, los conductos biliares, recto, ano), del tracto urinario (vejiga, uretra, pene), aparato reproductor femenino (útero, vagina, vulva), y los tejidos blandos.
Como las fuentes de radiación pueden ser fácilmente colocadas en el lugar de tratamiento de tumores, la braquiterapia permite una dosis alta de radiación que se aplica a un área pequeña. Además, porque las fuentes de radiación se encuentran en o cerca del tumor de destino, las fuentes mantienen sus posiciones en relación con el tumor cuando el paciente se mueve o si hay algún movimiento del tumor dentro del cuerpo. Por lo tanto, las fuentes de radiación permanecen enfocadas correctamente. Esto permite a los médicos lograr un alto nivel de conformidad de dosis —es decir, garantizar que la totalidad del tumor recibe un nivel óptimo de la radiación—. También se reduce el riesgo de daño al tejido sano, los órganos o estructuras de alrededor del tumor, aumentando así la probabilidad de curación y preservación de la función del órgano. 
El uso de la braquiterapia HDR permite a los tiempos de tratamiento en general ser reducidos en comparación con radioterapia externa. Los pacientes que recibieron braquiterapia en general tienen que hacer menos visitas para radioterapia en comparación con radioterapia externa y los planes de tratamiento de radioterapia se pueden completar en menos tiempo. Muchos de los procedimientos de braquiterapia se realizan en forma ambulatoria. Esta comodidad puede ser especialmente importante para los pacientes que tienen que trabajar, los pacientes mayores, o los pacientes que viven a una cierta distancia de los centros de tratamiento, para garantizar que tengan acceso a un tratamiento de radioterapia y para que puedan adherirse a planes del tratamiento. Los tiempos de tratamiento más cortos y procedimientos ambulatorios también pueden ayudar a mejorar la eficiencia de las clínicas de radioterapia.
La braquiterapia puede ser utilizada con el fin de tratar el cáncer en los casos de tumores pequeños o avanzados pero localizados, siempre que el cáncer no haya hecho metástasis (diseminación a otras partes del cuerpo). En casos debidamente seleccionados, la braquiterapia representa un enfoque similar a la cirugía en tumores primarios, y alcanza la misma probabilidad de curación y con efectos secundarios similares. Sin embargo, en los tumores localmente avanzados, la cirugía de forma rutinaria no puede siempre proporcionar la mejor oportunidad de curación y muchas veces no es técnicamente posible. En estos casos, la radioterapia, incluyendo la braquiterapia, ofrece la única posibilidad de curación. En etapas más avanzadas de la enfermedad, la braquiterapia puede ser utilizada como tratamiento paliativo para aliviar los síntomas de dolor y sangrado. 
En casos donde el tumor no es fácil de acceder o es demasiado grande para garantizar una distribución óptima de la radiación a la zona de tratamiento, la braquiterapia puede combinarse con otros tratamientos, como la radioterapia externa y / o la cirugía. La terapia de combinación de la braquiterapia exclusivamente con la quimioterapia es rara. 

### El cáncer cervical
La braquiterapia es comúnmente utilizada en el tratamiento de cáncer del cérvix que se detecta a tiempo o se limita a nivel local y es un estándar de atención en muchos países. El cáncer cervical puede ser tratado con braquiterapia LDR, PDR o HDR. Utilizada en combinación con radioterapia externa, la braquiterapia puede proporcionar mejores resultados que la radioterapia externa sola. La precisión de la braquiterapia permite una dosis alta de radiación dirigida a la cérvix, minimizando al mismo tiempo la exposición a la radiación a los tejidos y órganos adyacentes.
Las probabilidades de estar libre de enfermedad (supervivencia libre de enfermedad) y de supervivencia (supervivencia global) son similares para los tratamientos LDR, PDR y HDR. Sin embargo, una ventaja importante del tratamiento HDR es que cada dosis puede ser aplicada en forma ambulatoria con un tiempo de administración corto[9] que proporciona una mayor comodidad para muchos pacientes.

### El cáncer de próstata
La Braquiterapia de baja tasa de dosis (LDR) o radioterapia intersticial con el uso de fuentes radiactivas (semillas) ha ganado popularidad. Para casos seleccionados de buen pronóstico (APE<10 ng/ml, Gleason <7 y T2 o menos) los resultados serían similares a la cirugía, con menor morbilidad y mejores índices de calidad de vida. El uso de esta modalidad de braquiterapia para tratar el CaP permite una mayor dosis de irradiación en el objetivo y menos dosis en el tejido circundante normal, particularmente el recto.
Braquiterapia de alta tasa de dosis (HDR), a pesar de que en muchas guías clínicas es considerada como experimental y con escasa evidencia,  es
un tratamiento que contiene muchas virtudes de la radioterapia moderna
para el cáncer de próstata, tanto inicial como avanzado,
como modalidad exclusiva y/o como estímulo o complemento a la radioterapia externa
y sus ventajas:
1. Se pueden escalar dosis altas de radiación con lo que obtendremos mejor control local(a mayor dosis mayor control local requerido)
2. Se minimizan las dosis de radiación en los órganos sanos en riesgo
3. Es una radiación en tiempo real
4. Es una radiación conformada,guiada por imágenes y con modulación de la dosis en distintas áreas de la próstata
5. Es un procedimiento ambulatorio
6. Sin que en el paciente queden semillas radioactivas
7. Afectan muy pocas veces la función sexual y sin acompañarse de incontinencia

se requiere experiencia en el procedimiento para su éxito tanto del radioterapeuta (que es el especialista competente)como del equipo que le acompaña.
es la fusión de la robótica con la informática y la imagenología moderna
nada iguala a la braquiterapia de alta tasa de dosis en el control de esta enfermedad cuando no tenemos contraindicaciones quirúrgicas por edad del paciente o riesgos de este a la anestesia regional.
La braquiterapia para tratar el cáncer de próstata se puede dar ya sea como permanente LDR implantación de semillas o como braquiterapia temporal HDR.
Los implantes permanentes de semillas son adecuados para pacientes con un tumor localizado y con un buen pronóstico. y ha demostrado ser un tratamiento muy efectivo para prevenir que el cáncer recidive. La tasa de supervivencia es similar a la encontrada con radioterapia externa o la cirugía (prostatectomía radical), pero con menos efectos secundarios, como impotencia e incontinencia. El procedimiento se puede completar rápido y los pacientes normalmente pueden volver a casa el mismo día del tratamiento y volver a sus actividades normales después de 1 a 2 días. El implante permanente de semillas es a menudo una opción de tratamiento menos invasiva en comparación con la extirpación quirúrgica de la próstata.
La braquiterapia temporal HDR es un enfoque más nuevo para tratar el cáncer de próstata, pero actualmente es menos común que la implantación de semillas. Se utiliza principalmente para proporcionar una dosis extra además de la radioterapia externa (conocida como ‘boost’ —o estímulo— para la terapia), que proporciona un método alternativo para entregar una dosis alta de radioterapia que se ajusta a la forma del tumor dentro de la próstata, mientras que ahorra la exposición a la radiación de los tejidos circundantes. La braquiterapia HDR como un refuerzo o ‘boost’ para el cáncer de próstata también significa que el curso de radioterapia externa puede ser más corto que cuando la radioterapia externa se utiliza sola.

### El cáncer de mama
La radioterapia es el estándar de atención para las mujeres que han sido sometidas a cirugía lumpectomía o mastectomía, y es un componente integral de la terapia conservadora de mama. La braquiterapia puede ser utilizada después de la cirugía, antes de la quimioterapia o paliativa en el caso de la enfermedad avanzada. La braquiterapia para tratar el cáncer de mama se realiza generalmente con braquiterapia temporal HDR. Post cirugía, la braquiterapia de mama puede ser utilizado como sobreimpresión después de la radiación de toda la mama mediante radioterapia externa. Más recientemente, la braquiterapia solo se aplica en una técnica llamada acelerada radiación parcial de mama (APBI), que incluye la aplicación de la radiación solo a la región inmediata que rodea el tumor de origen.
La ventaja principal de la braquiterapia de mama en comparación con radioterapia externa es que una dosis alta de radiación puede ser aplicada precisamente a los tumores sin afectar con la radiación los tejidos sanos de mama y las estructuras subyacentes, como las costillas y los pulmones. APBI normalmente puede ser completado en los curso de una semana. La opción de la braquiterapia puede ser particularmente importante para asegurar que las mujeres que trabajan, las ancianas o las mujeres sin acceso a un centro de tratamiento, sean capaces de beneficiarse de la terapia conservadora de mama debido al curso de tratamiento corto en comparación con radioterapia externa (que a menudo requiere más visitas a lo largo de 1-2 meses).[8] La braquiterapia ha demostrado excelente control local del cáncer de mama en el seguimiento de hasta 6 años después del tratamiento.
Con la braquiterapia de mama, oncólogos de radiación ponen tubos de plástico flexible llamados catéteres o un globo en el pecho. Dos veces al día durante un número de días determinado, los catéteres o el globo serán conectados a una máquina de braquiterapia, también llamada dosis de alta tasa ‘afterloader’ para aplicar de una manera segura y eficaz la radiación a la zona de la tumorectomía con la orientación de la computadora. La radiación se deja en su lugar solo durante unos pocos minutos a la vez. Al final del curso del tratamiento, el catéter o globo se retira. Este tratamiento todavía se está estudiando para ver si es tan efectivo como tres a ocho semanas de radioterapia externa.

### El cáncer de piel
La braquiterapia HDR para el cáncer de piel nonmelanomatous, como el carcinoma basocelular y el carcinoma de células escamosas, proporciona una opción de tratamiento alternativo a la cirugía. Esto es especialmente relevante para los cánceres de la nariz, las orejas, los párpados o los labios, donde la cirugía puede causar desfiguración o requerir una amplia reconstrucción. Varios aplicadores pueden ser utilizados para asegurar un contacto estrecho entre la fuente(s) de radiación y la piel, que se adaptan a la curvatura de la piel y ayudan a garantizar la entrega precisa de la dosis óptima de radiación.
La Braquiterapia para el cáncer de piel proporciona buenos resultados cosméticos y eficacia clínica; estudios de hasta 5 años de seguimiento han demostrado que la braquiterapia es altamente eficaz en términos de control local, y es comparable a la radioterapia externa. Los tiempos del tratamiento son generalmente cortos, dando esta comodidad para los pacientes. Se ha sugerido que la braquiterapia puede llegar a ser un estándar de tratamiento para el cáncer de piel en el futuro próximo.
Cáncer De Próstata
braquiterapia de alta tasa de dosis
el tratamiento que contiene todas las virtudes de la radioterapia moderna
para el ca de próstata tanto inicial como localmente avanzado
como modalidad exclusiva y/o como boost o complemento a la radioterapia externa
sus ventajas
1.se pueden escalar dosis altas de radiación con lo que obtendremos mejor control local(a mayor dosis mayor control local)
2.se minimizan las dosis de radiación en los órganos sanos a riesgo
3.es una radiación en tiempo real
4.es una radiación conformada,guiada por imágenes y con modulación de la dosis en distintas áreas de la próstata
5.es un procedimiento ambulatorio
6.sin que en el paciente queden semillas radioactivas
7.afectando muy pocas veces la función sexual y sin acompañarse de incontinencia
se requiere experiencia en el procedimiento para su éxito tanto del radioterapeuta (que es el especialista competente)como del equipo que le acompaña.
es la fusión de la robótica con la informática y la imagenologia moderna
nada se le iguala a la braquiterapia de alta tasa de dosis en el control de esta enfermedad cuando no tenemos contraindicaciones quirúrgicas por edad del paciente o riesgos de este a la anestesia regional.

### Otras aplicaciones
La braquiterapia puede ser utilizada en el tratamiento de la reestenosis coronaria del stent, en el que se coloca un catéter dentro de los vasos sanguíneos, a través del cual las fuentes se introducen y son retiradas. La terapia también ha sido investigada para su uso en el tratamiento de la estenosis de la vasculatura periférica, y considerada para el tratamiento de la fibrilación auricular.

## Los efectos secundarios
La probabilidad y la naturaleza de posibles efectos agudos, sub-agudos, o secundarios a largo plazo asociados con la braquiterapia depende de la localización del tumor a tratar y el tipo de braquiterapia utilizada. 

### Aguda
Los efectos secundarios agudos asociados con la braquiterapia localizada incluyen hematomas, hinchazón, sangrado, flujo o malestar dentro de la región implantada. Estos suelen desaparecer en unos pocos días después de la finalización del tratamiento. Los pacientes también se pueden sentir fatiga durante un período corto después del tratamiento.
El tratamiento con la braquiterapia para el cáncer de cérvix o próstata puede causar síntomas urinarios agudos y transitorios, tales como retención urinaria, incontinencia urinaria o dolor al orinar (disuria). La frecuencia transitoria del aumento intestinal, diarrea, estreñimiento o sangrado rectal menor, también puede ocurrir. ] Efectos secundarios agudos y subagudos suelen desaparecer en algunos días o semanas. En el caso de los implantes permanentes para el cáncer de la próstata, hay una pequeña posibilidad de que algunas semillas pueden emigrar a fuera de la región del tratamiento y en la vejiga o la uretra y puedan después pasar con la orina. 
Braquiterapia para el cáncer de piel puede provocar un desprendimiento de las capas externas de la piel (descamación) alrededor de la zona de tratamiento en las semanas siguientes a la terapia, que normalmente se cura en 5-8 semanas. Si el cáncer se encuentra sobre el labio, úlceras pueden ocurrir como resultado de la braquiterapia, pero normalmente se resuelve después de 4-6 semanas. 
La mayoría de los efectos secundarios agudos asociados con la braquiterapia pueden ser tratados con medicamentos o cambios en la dieta, y por lo general desaparecen con el tiempo (normalmente en cuestión de semanas), una vez que se termina el tratamiento. Los efectos secundarios agudos de la braquiterapia HDR son muy similares a la radioterapia externa.

### Crónicos
En un pequeño número de personas, la braquiterapia puede causar efectos secundarios a largo plazo debido a daño o alteración de los tejidos adyacentes u órganos. Efectos secundarios a largo plazo son generalmente leves o moderados. Por ejemplo, problemas urinarios y del aparato digestivo pueden persistir como consecuencia de la braquiterapia para el cáncer de cuello uterino o de la próstata, y puede requerir la gestión en curso.
Braquiterapia para el cáncer de la próstata puede causar disfunción eréctil en aproximadamente el 15-30% de los pacientes. Sin embargo, el riesgo de disfunción eréctil se relaciona con la edad (hombres de edad avanzada están a mayor riesgo que los hombres más jóvenes) y también el nivel de la función eréctil antes de recibir la braquiterapia. En los pacientes que tienen la experiencia de la disfunción eréctil, la mayoría de los casos pueden tener éxito como pueden ser los tratados con fármacos como el Viagra. Es importante anotar que el riesgo de disfunción eréctil después de la braquiterapia es menor que después de la prostatectomía radical.
La braquiterapia de cáncer de mama o cáncer de la piel puede causar tejido cicatricial que se forma en toda el área de tratamiento. En el caso de la braquiterapia de mama, necrosis grasa puede ocurrir como resultado de los ácidos grasos que entran en los tejidos del seno. Esto puede provocar que el tejido de los senos se hinche y que se siente tierno. La necrosis grasa es una condición benigna y típicamente ocurre 4-12 meses después del tratamiento y afecta aproximadamente el 2% de los pacientes.

## Seguridad alrededor de otros
Los pacientes muchas veces preguntan si es necesario tener precauciones especiales de seguridad en torno a la familia y amigos después de recibir la braquiterapia. Si se utiliza la braquiterapia temporal, ninguna de las fuentes radiactivas permanece en el cuerpo después del tratamiento. Por lo tanto, no hay ningún riesgo de radiación a los amigos o la familia al estar en estrecha proximidad con ellos.
Si se utilizan los implantes permanentes, las fuentes (semillas) radiactivas de una dosis baja se quedan en el cuerpo después del tratamiento —los niveles de radiación son muy bajos y disminuyen con el tiempo—. Además, la radiación solo afecta los tejidos dentro de unos pocos milímetros de las fuentes radiactivas (es decir, al tumor que se trata). Como medida de precaución, algunas personas que reciben braquiterapia permanente pueden ser recomendadas que no cojan niños pequeños o estén demasiado cerca de las mujeres embarazadas durante un periodo de tiempo corto después del tratamiento. Los oncólogos de radiación o las enfermeras pueden proporcionar instrucciones específicas a los pacientes y consejos para el tiempo que necesitan para tener cuidado.

## Procedimiento

### La planificación inicial
Para planificar con exactitud el procedimiento de la braquiterapia, un examen clínico completo se realiza para determinar las características del tumor. Además, una amplia gama de modalidades de la imagen se pueden utilizar para visualizar la forma y el tamaño del tumor y su relación con los tejidos circundantes y los órganos. Estos incluyen radiografía de rayos X, ultrasonido, tomografía axial computarizada (TAC) y la resonancia magnética (RM). Los datos de muchas de estas fuentes pueden ser usados para crear una visualización en 3D del tumor y los tejidos circundantes. 
Usando esta información, un plan de la distribución óptima de las fuentes de radiación puede ser desarrollado. Esto incluye la consideración de cómo las transportistas de origen (aplicadores), que se utilizan para entregar la radiación en el lugar de tratamiento, deben ser colocados y posicionados. Los aplicadores no son radiactivos y son típicamente agujas o catéteres de plástico. El tipo específico de aplicador utilizado dependerá del tipo de cáncer a tratar y las características del tumor. 
Esta planificación inicial ayuda a asegurar que 'puntos fríos' (irradiación muy poco) y 'puntos calientes' (irradiación excesiva) se evitan durante el tratamiento, como pueden resultar en el fracaso del tratamiento y efectos secundarios. 

### Inserción e imágenes de/los aplicador/es
Antes de que las fuentes radiactivas se puedan entregar en el sitio del tumor, los aplicadores tienen que ser insertados en posición correcta de acuerdo con la planificación inicial. 
Las técnicas de imagen, tales como rayos X, fluoroscopia y ultrasonido se utilizan normalmente para ayudar a guiar la colocación de los aplicadores de sus posiciones correctas y para perfeccionar el plan de tratamiento. Un CAT scan y la MRI también pueden ser utilizados. Una vez que se insertan los aplicadores, se mantiene en sus lugares contra la piel con sutura o la cinta adhesiva para evitar que se muevan. Una vez que los aplicadores son confirmados que están en la posición correcta, más imágenes se pueden realizar para orientar la planificación del tratamiento detallado. 

### Creación de la ‘paciente virtual’
Las imágenes de la paciente con los aplicadores in sitio se importan en el software de planificación de tratamiento y el paciente es llevado a una habitación blindada y dedicada para el tratamiento. El software de planificación del tratamiento permite que múltiples imágenes 2D de la zona de tratamiento se traduzcan en un 3D ‘paciente virtual’, en el que la posición de los aplicadores se pueden definir. Las relaciones espaciales entre los aplicadores, el sitio de tratamiento y de los tejidos sanos circundantes dentro de este ‘paciente virtual’ son una copia de las relaciones en el paciente verdadero. 

### Optimización del plan de radiación
Para determinar la distribución espacial y temporal óptima de las fuentes de radiación dentro de los aplicadores de los tejidos implantados o en la cavidad, el software de planificación del tratamiento permite que las fuentes de radiación virtual se coloquen en el paciente virtual. El programa muestra una representación gráfica de la distribución de la radiación. Esto sirve como una guía para el equipo de braquiterapia para perfeccionar la distribución de las fuentes y proporcionar un plan de tratamiento que se adapta óptimamente a la anatomía de cada paciente antes del inicio de la aplicación de la radiación (este enfoque a veces se llama ‘pintura de la dosis'). 

### La dispensación de tratamiento
Las fuentes de radiación que se utilizan para la braquiterapia están siempre dentro de una cápsula que no es radiactiva. Las fuentes pueden ser aplicadas manualmente, pero normalmente son aplicadas a través de una técnica conocida como ‘afterloading’.
La dispensación manual de la braquiterapia se limita a unas pocas aplicaciones LDR, debido al riesgo de exposición a la radiación para el personal clínico. 
En contraste, afterloading implica el posicionamiento exacto de los aplicadores que no son radiactivos en el lugar del tratamiento, que son después cargados con las fuentes de radiación. En afterloading manual, la fuente se entrega en el aplicador por el operador. 
Los sistemas remotos de ‘Afterloading’ proporcionan protección contra la exposición a la radiación a los profesionales sanitarios, asegurando que la fuente de radiación este dentro un blindaje de seguridad. Una vez que los aplicadores están colocados correctamente en el paciente, están conectados a una máquina ‘afterloader' (que contiene las fuentes radiactivas) a través de una serie de tubos de conexión de guía. El plan de tratamiento se envía al ‘afterloader’, el cual controla la entrega de las fuentes a lo largo de los tubos de guía en las posiciones ya especificadas dentro del aplicador. Este proceso se realiza únicamente una vez que el personal sale de la sala de tratamiento. Las fuentes permanecen en su lugar por un período de tiempo determinado antes, tras lo cual son devueltos a través de los tubos de transferencia a la máquina (afterloader). 
Al término de la dispensación de las fuentes radiactivas, los aplicadores son cuidadosamente retirados del cuerpo. Generalmente, los pacientes se recuperan rápidamente del procedimiento de braquiterapia, que permite que la técnica se realice con frecuencia de forma ambulatoria.